# TK terapia cellulare
TK è  un prodotto di terapia cellulare utilizzato per il trattamento della leucemia  ad alto rischio (tumori del sangue), giunto alla Fase III di sperimentazione clinica, l'ultima prima dell'approvazione finale all'introduzione nel mercato.
TK è attualmente in sperimentazione in pazienti affetti da leucemie acute in prima o successiva remissione completa e ad alto rischio di ricaduta, o in pazienti in recidiva di malattia, candidati ad un trapianto aploidentico di cellule staminali emopoietiche (cioè, prelevate da un donatore familiare parzialmente HLA-compatibile).
Lo studio è aperto all'arruolamento fino ad un totale di circa 170 pazienti.

## Ricerca
TK è un prodotto di terapia cellulare basato sulla modificazione genetica dei linfociti T da donatore per esprimere un gene suicida (timidina chinasi del virus Herpex Simplex, detta TK).
Tale modifica genetica rende possibile l'infusione di tali linfociti modificati da donatori familiari parzialmente compatibili (aplo-trapianto) a pazienti affetti e che necessitano un trapianto di cellule ematopoietiche.
L'infusione di linfociti esprimenti il gene suicida TK, ha lo scopo di prevenire o trattare la ricaduta leucemica e di promuovere l'immunoricostituzione, indispensabile per proteggere i pazienti dalle infezioni che spesso limitano l'efficacia del trapianto.

La presenza di TK, permette di mantenere gli effetti immunoprotettivi ed antileucemici dei linfociti T del donatore, e contemporaneamente di controllare ed abrogare la possibile reazione di questi linfociti contro i tessuti sani del paziente, reazione nota come malattia del trapianto verso l'ospite (GvDH).
L'attivazione del sistema di suicidio cellulare è ottenuta con la somministrazione al paziente affetto da GvHD di ganciglovir, un farmaco antivirale, che porta alla morte solo le cellule che esprimono TK. 
TK ha ottenuto la designazione di Medicinale Orfano sia nell'Unione Europea, sia negli Stati Uniti.